# Corvejón

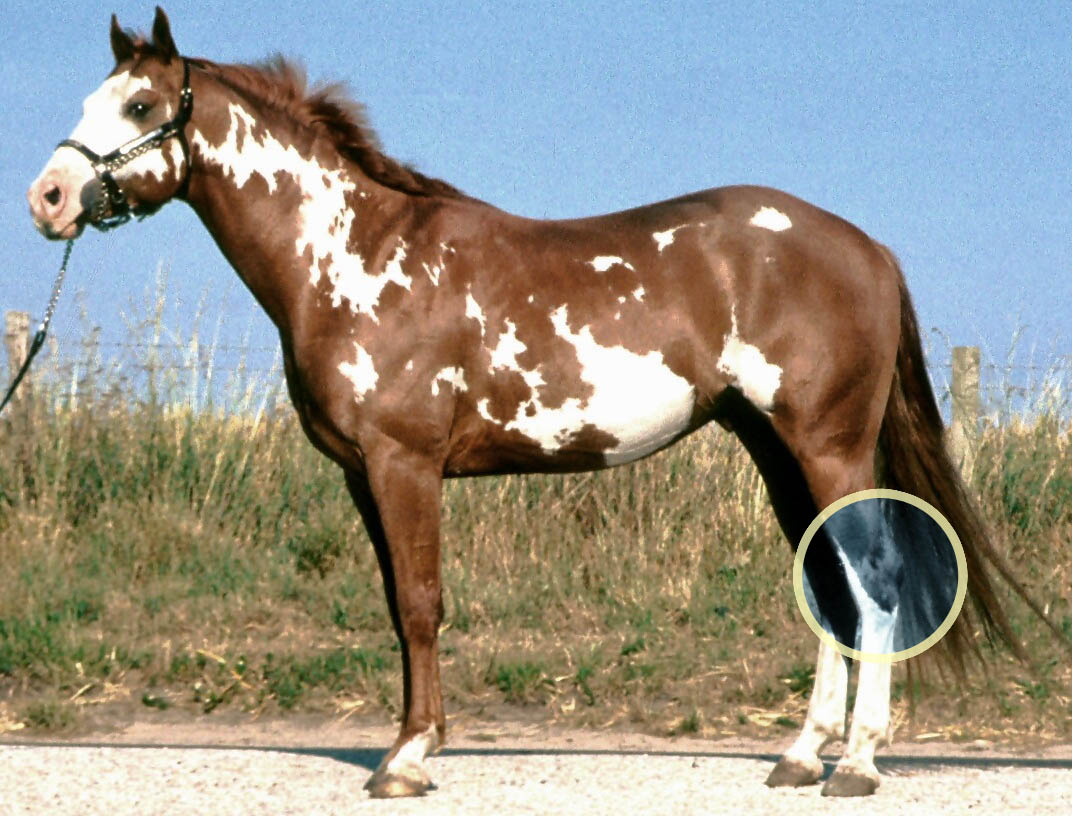
Diagrama donde se muestra la localización del corvejón.

Se llama corvejón a la articulación situada en la parte inferior de la pierna y superior de la caña de los cuadrúpedos.

## El corvejón del caballo

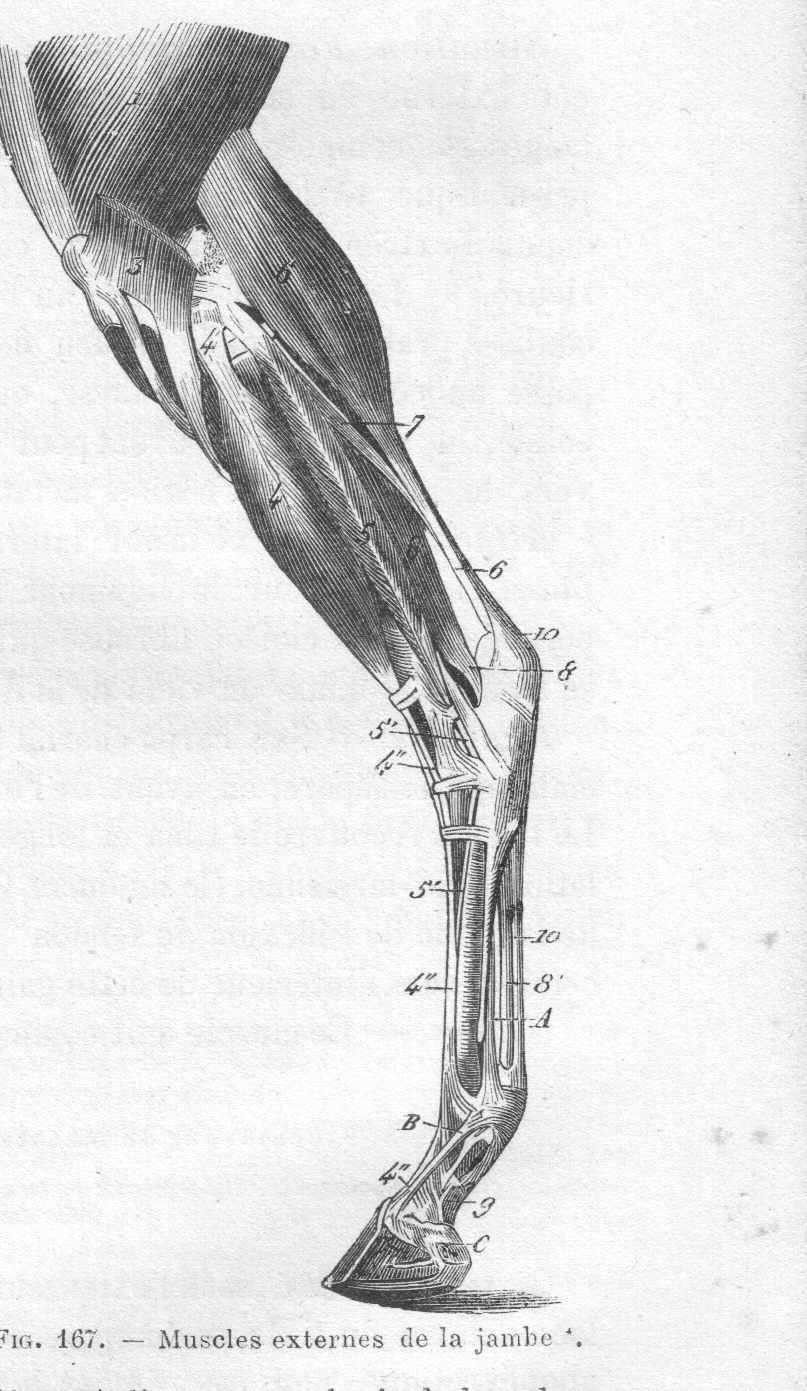
Corvejón del caballo.

Los corvejones del caballo necesitan examinarse con la atención más escrupulosa pues por pequeños que sean sus defectos, siempre son muy perjudiciales. El movimiento progresivo del animal salo se ejecuta por medio de la percusión; la máquina no puede moverse ni dirigirse hacia adelante sin que las partes del cuarto trasero impeliendo continuamente las del delantero, las determinen a ello; toda imperfección pues que las debilite y en especial que disminuya la fuerza y juego del corvejón; que además por su propia estructura siempre hace más fuerza y trabaja más que las otras partes. Examinemos esta parte:
- Forma. El tamaño del corvejón ha de ser proporcionado al todo de que forman parte: los pequeños son débiles. Los corvejones han de ser anchos y llanos.
- Fuerza: los corvejones que se vuelven, que se balancean, que se meten o que se echan afuera cuando el caballo camina, se llaman corvejones flojos o endebles. También hay caballos que al andar echan los corvejones hacia afuera. Ni unos ni otros pueden unirse con facilidad porque hallándose esta parte fuera de la línea le impide esta falta de dirección poder sostener el peso del animal.
- Distancia. Los corvejones que están muy juntos, cuyas puntas están muy inmediatas o se tocan, constituyen los caballos que se llaman patojos o zancajosos. No pueden unirse con facilidad y en el menor descenso o declive del terreno, se cruzan uno con otro y el cuarto trasero manifiesta ser endeble.
- Pliegue o ángulo: si es muy considerable, si la flexión de esta parte es tal naturalmente, que en el reposo la caña está muy adelante y debajo del animal, decimos que los corvejones están muy acodados, de lo que resulta una segunda especie de caballos zancajosos. Está demasiada encorvadura de los corvejones impide al animal mover esta parte con facilidad. Los pies posteriores los coloca demasiado cercanos al centro de gravedad y por poco que el cuarto trasero sea impelido, pasan este punto o centro. De manera que el caballo conformado así, no puede conservar el exacto equilibrio del que depende la medida y facilidad en su acción. Este es el origen de la debilidad común a esta suerte de caballos, pero el vicio es mucho mayor aun si tienen también los riñones y ancas demasiado largas, etc.
- Sustancia: ha de ser seca, y entonces se dice que los corvejones son bastante enjutos; los carnosos, llenos o gruesos están expuestos a una multitud de males. Estos males, además de las hinchazones que el trabajo excesivo puede ocasionar en ellos y que en los caballos nuevos el cuidado y descanso pueden evitar, son: el agrión, la corva, corraza, esparaván, alifafe, variz y grapa.